# Milliardär
Ein Milliardär ist eine Person, die mindestens eine Milliarde (1.000.000.000, eintausend Millionen) Einheiten an Vermögenswerten direkt oder indirekt besitzt.

## US-Dollar-Milliardäre
Folgt man den Schätzungen der Liste The World’s Billionaires des US-amerikanischen Wirtschaftsmagazins Forbes, so gab es im Jahr 2022 weltweit insgesamt 2.668 Dollarmilliardäre mit einem Gesamtvermögen von (ggf. umgerechnet) ca. 8 Billionen US-Dollar. Die reichsten Menschen der Welt waren am 25. März 2023 Bernard Arnault und seine Familie (Frankreich, Vermögen: ca. 218 Milliarden US-Dollar). Es folgten Elon Musk auf Platz 2 (USA, ca. 191 Milliarden US-Dollar), Jeff Bezos (Platz 3, USA, ca. 121 Milliarden US-Dollar), Larry Ellison (Platz 4, USA, ca. 112 Milliarden US-Dollar), Bill Gates (Platz 5, USA, ca. 108 Milliarden US-Dollar), Warren Buffett (Platz 6, USA, ca. 104 Milliarden US-Dollar), Michael Bloomberg (Platz 7, USA, ca. 95 Milliarden US-Dollar), Carlos Slim Helú (Platz 8, Mexiko, ca. 91 Milliarden US-Dollar), Larry Page (Platz 9, USA, ca. 91 Milliarden US-Dollar) und Steve Ballmer (Platz 10, USA, ca. 89 Milliarden US-Dollar).
Die Länder mit den meisten Dollar-Milliardären waren 2022 gemäß Forbes-Liste die USA mit 735, China mit 539 und Indien mit 166 Milliardären.
In Deutschland lebten 2022 die meisten Milliardäre im Bundesland Nordrhein-Westfalen mit einem Gesamtvermögen von umgerechnet 608 Milliarden US-Dollar. Im Jahr 2025 lag die Anzahl der Milliardäre in Deutschland bei 130, wodurch es das Land mit der vierthöchsten Anzahl weltweit ist. 71 Prozent der Milliardenvermögen in Deutschland gehören Männern.
Gemäß dem Wealth-X-Report 2016 hatten damals 56 % der Milliardäre ihr Vermögen selbst erwirtschaftet und 44 % geerbt oder teilweise geerbt. Eine Analyse aus dem Juni 2025, basierend auf öffentlich zugänglichen Daten der Forbes World’s Billionaires List und der World Inequality Database, ergab hingegen, dass in Deutschland lediglich 25 % der Milliardäre ihr Vermögen selbst aufgebaut haben, während 75 % es vollständig geerbt haben. Damit liegt Deutschland im internationalen Vergleich am unteren Ende der Rangliste der sogenannten „Selfmade-Milliardäre“. Der Billionaires Report 2019 kam zu dem Schluss, dass von Milliardären kontrollierte Unternehmen in den zehn Jahren bis Ende 2018 den MSCI AC World Equity Index wesentlich übertrafen. Dieser Milliardärseffekt wird von den Studienautoren auf die Bereitschaft der Milliardäre zurückgeführt, intelligente Risiken einzugehen und langfristig zu planen und zu investieren.
Die Entwicklung der Anzahl der Dollar-Milliardäre seit dem Jahr 2000:
| Jahr | Anzahl der Milliardäre | Gesamtvermögen in Billionen $ |
| ---- | ---------------------- | ----------------------------- |
| 2025 | 3.028                  | 16,1                          |
| 2024 | 2.781                  | 14,2                          |
| 2023 | 2.640                  | 12,2                          |
| 2022 | 2.668                  | 12,7                          |
| 2021 | 2.755                  | 13,1                          |
| 2020 | 2.095                  | 8,0                           |
| 2019 | 2.153                  | 8,7                           |
| 2018 | 2.208                  | 9,1                           |
| 2017 | 2.043                  | 7,7                           |
| 2016 | 1.810                  | 6,5                           |
| 2015 | 1.826                  | 7,0                           |
| 2014 | 1.645                  | 6,4                           |
| 2013 | 1.426                  | 5,4                           |
| 2012 | 1.226                  | 4,6                           |
| 2011 | 1.210                  | 4,5                           |
| 2010 | 1.011                  | 3,6                           |
| 2009 | 793                    | 2,4                           |
| 2008 | 1.125                  | 4,4                           |
| 2007 | 946                    | 3,5                           |
| 2006 | 793                    | 2,6                           |
| 2005 | 691                    | 2,2                           |
| 2004 | 587                    | 1,9                           |
| 2003 | 476                    | 1,4                           |
| 2002 | 497                    | 1,5                           |
| 2001 | 538                    | 1,8                           |
| 2000 | 470                    | 0,9                           |